# Örjan Andersson (domkyrkoorganist)
Berndt Ingemar Örjan Andersson, född 24 juli 1947 i Stora Åby församling, Östergötlands län, död 29 juni 2001 i Karlstads domkyrkoförsamling, Värmlands län, var en svensk domkyrkoorganist.

## Biografi
Andersson tjänstgjorde som musiker i Arvidsjaur, i Johannelunds församling i Linköpings stift samt som studieledare vid musikhögskolan i Piteå innan han 1993 fick tjänsten som domkyrkoorganist i Karlstads domkyrka.
Andersson var ledamot i kyrkomötet 1983–1985. Han ingick i den arbetsgrupp som skapade "Psalmer i 90-talet" och var styrelseledamot i Kyrkosångsförbundet, både på stifts- och riksnivå.